# Mount Pelion East
Mount Pelion East - szczyt na Tasmanii, położony na terenie Parku Narodowego Cradle Mountain-Lake St Clair; o wysokości 1 461 m n.p.m. Minimalna deniwelacja względna szczytu wynosi 335 m. Mount Pelion East zbudowana jest z diabazu.

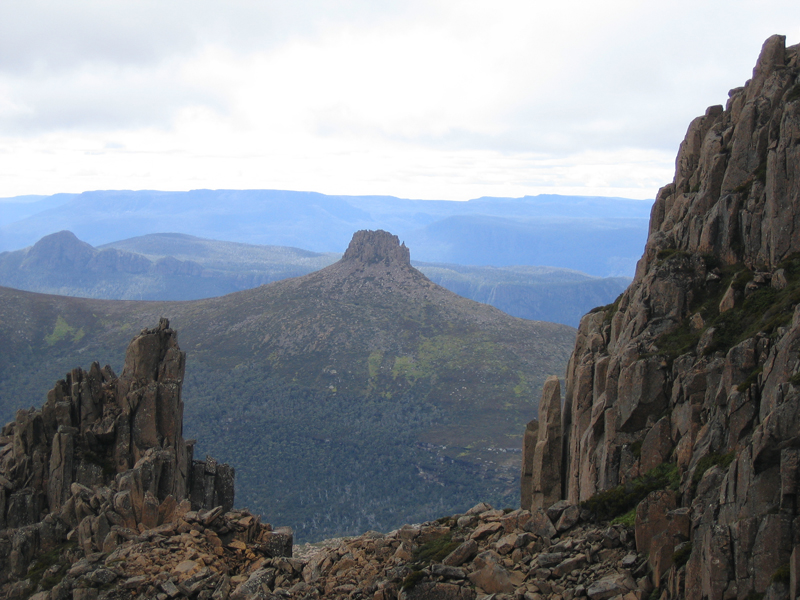
Widok na szczyt z Ossy
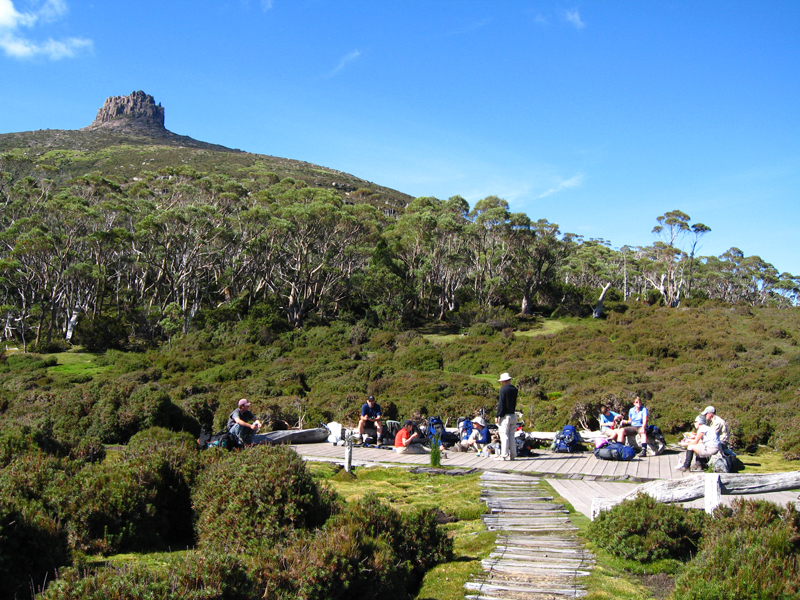
Mount Pelion East i przełęcz Pelion
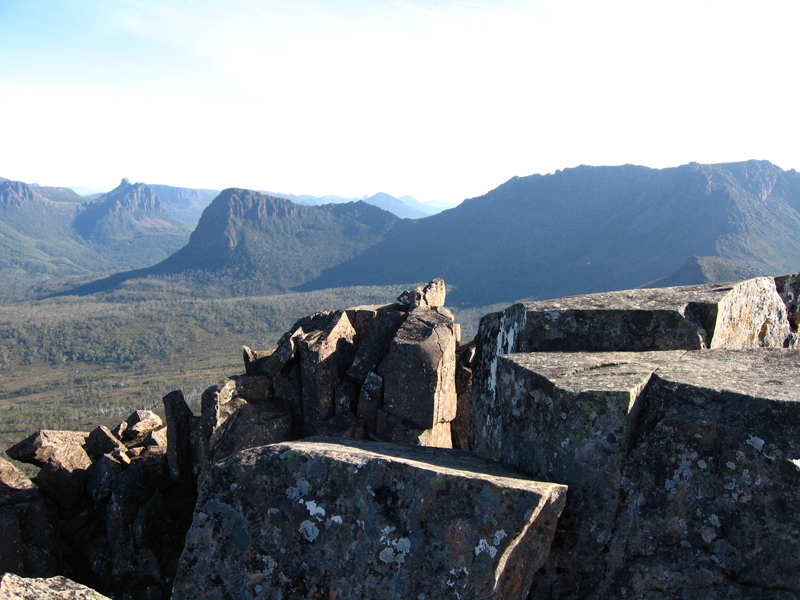
Widok ze szczytu